# Hello! Project Shuffle Unit Mega Best
Ne doit pas être confondu avec Hello! Project Special Unit Mega Best.
Albums de divers artistes du Hello! Project
Petit Best 9
(2008) Petit Best 10
(2009)
Hello! Project Shuffle Unit Mega Best (ハロー! プロジェクト　シャッフルユニット　メガベスト) est un album compilation des chansons sorties par les groupes temporaires shuffle units, composés des divers artistes du Hello! Project, sorti fin 2008.

## Présentation
L'album sort le 10 décembre 2009 au Japon sous le label zetima, dans le cadre de la série de compilations Mega Best des divers artistes du Hello! Project destinés à quitter le H!P quelques mois plus tard. Tous ces albums sortent le même jour, de même que la compilation annuelle du H!P Petit Best 9, d'où de faibles ventes.
Il contient quinze titres sortis en single de 2000 à 2005 par les anciens groupes shuffle units mélangeant chaque année par le passé les divers artistes du H!P en trois groupes temporaires le temps d'une chanson chacun, concept abandonné après la dernière édition de 2005. Est cependant omis le titre All for One & One for All! du groupe H.P. All Stars de 2004, cas particulier qui rassemblait cette année-là la totalité des artistes du H!P de l'époque dans un seul groupe, et qui figure en fait sur la compilation Special Unit Mega Best sortie le même jour. Tous ces titres étaient donc déjà parus sur les onze singles sortis à l'époque : neuf singles individuels pour les neuf groupes des trois premières éditions, puis le single en commun Kowarenai Ai ga Hoshii no / Get Up! Rapper / Be All Right! des trois groupes de 2003, et le single en commun Onna, Kanashii, Otona / Inshōha Renoir no Yō ni / Hitoshirezu Mune wo Kanaderu Yoru no Aki des trois groupes de 2005. Ils étaient également parus sur les compilations annuelles du H!P sorties ces années-là : Petit Best ~Ki Ao Aka~, Petit Best 2 ~3, 7, 10~, Petit Best 3, Petit Best 4, et Petit Best 6.
L'album inclut un DVD contenant tous les clips vidéo des chansons de l'album, déjà parus en "Singles V" (DVD) annuels en commun (The Ki Ao Aka ; The 3, 7, 10nin Matsuri ; Shiawase Beam! Suki Suki Beam / Shiawase Desu ka? / Shiawase Kyōryū Ondo ; Kowarenai Ai ga Hoshii no / Get Up! Rapper / Be All Right! ; Onna, Kanashii, Otona / Inshōha Renoir no Yō ni / Hitoshirezu Mune wo Kanaderu Yoru no Aki). Ces clips étaient également parus pour la plupart sur les précédentes éditions DVD des Petit Best, à l'exception de ceux des groupes de 2003 (Petit Best DVD, Petit Best 2 DVD, Petit Best 3 DVD, et Petit Best 6 DVD).

## Liste des titres
| 1.  | Kiiroi Osora de Boom Boom Boom (黄色いお空でBOOM BOOM BOOM)          | Kiiro 5 / 2000        |  |
| 2.  | Aoi Sports Car no Otoko (青いスポーツカーの男)                       | Aoiro 7 / 2000        |  |
| 3.  | Akai Nikkichō (赤い日記帳)                                           | Akagumi 4 / 2000      |  |
| 4.  | Chu! Natsu Party (チュッ! 夏パ～ティ)                                | 3-nin Matsuri / 2001  |  |
| 5.  | Summer Reggae! Rainbow (サマーれげぇ！レインボー)                    | 7-nin Matsuri / 2001  |  |
| 6.  | Dancing! Natsu Matsuri (ダンシング！夏祭り)                          | 10-nin Matsuri / 2001 |  |
| 7.  | Shiawase Beam! Suki Suki Beam! (幸せビーム! 好き好きビーム)          | Happy 7 / 2002        |  |
| 8.  | Shiawase Desu ka? (幸せですか?)                                      | Sexy 8 / 2002         |  |
| 9.  | Shiawase Kyōryū Ondo (幸せきょうりゅう音頭)                          | Odoru 11 / 2002       |  |
| 10. | Kowarenai Ai ga Hoshii no (壊れない愛がほしいの)                     | 7 Air / 2003          |  |
| 11. | Get Up! Rapper (GET UP! ラッパー)                                    | Salt 5 / 2003         |  |
| 12. | Be All Right! (BE ALL RIGHT!)                                        | 11 Water / 2003       |  |
| 13. | Onna, Kanashii, Otona (オンナ、哀しい、オトナ)                       | Sexy Otonajan / 2005  |  |
| 14. | Inshōha Renoir no Yō ni (印象派 ルノアールのように)                  | Elegies / 2005        |  |
| 15. | Hitoshirezu Mune wo Kanaderu Yoru no Aki (人知れず 胸を奏でる夜の秋) | Puripuri Pink / 2005  |  |

(Note : le CD et le DVD contiennent les mêmes titres, dans le même ordre)

## Participantes
- Kiiro 5 (Natsumi Abe, Kei Yasuda, RuRu, Ayaka Kimura, Michiyo Heike)
- Aoiro 7 (Kaori Iida, Sayaka Ichii, Mari Yaguchi, Mika Todd, Lehua Sandbo, Atsuko Inaba, Miwa Kominato)
- Akagumi 4 (Yuko Nakazawa, Maki Goto, Danielle Delaunay, Miho Shinoda)
- 3-nin Matsuri (Rika Ishikawa, Ai Kago, Aya Matsūra)
- 7-nin Matsuri (Mari Yaguchi, Maki Goto, Ayaka Kimura, Lehua Sandbo, Asami Kimura, Ayumi Shibata, Michiyo Heike)
- 10-nin Matsuri (Natsumi Abe, Kaori Iida, Kei Yasuda, Hitomi Yoshizawa, Nozomi Tsuji, Megumi Murata, Masae Ootani, Hitomi Saito, Rinne, Mika)
- Happy 7 (Ai Kago, Ai Takahashi, Makoto Ogawa, Risa Niigaki, Mika Todd, Asami Kimura, Hitomi Saito)
- Sexy 8 (Mari Yaguchi, Maki Goto, Hitomi Yoshizawa, Rika Ishikawa, Ayaka Kimura, Mai Satoda, Masae Ohtani, Michiyo Heike)
- Odoru 11 (Natsumi Abe, Kaori Iida, Kei Yasuda, Nozomi Tsuji, Asami Konno, Rinne Toda, Megumi Murata, Ayumi Shibata, Aya Matsūra, Rika Ishii, Miki Fujimoto)
- 7 Air (Rika Ishikawa, Ai Takahashi, Risa Niigaki, Mika Todd, Masae Otani, Mai Satoda, Atsuko Inaba)
- Salt 5 (Natsumi Abe, Ai Kago, Makoto Ogawa, Aya Matsuura, Yuki Maeda)
- 11 Water (Kaori Iida, Mari Yaguchi, Nozomi Tsuji, Hitomi Yoshizawa, Asami Konno, Miki Fujimoto, Ayaka Kimura, Asami Kimura, Megumi Murata, Hitomi Saito, Ayumi Shibata)
- Sexy Otonajan (Miki Fujimoto, Miyabi Natsuyaki, Megumi Murakami)
- Elegies (Ai Takahashi, Reina Tanaka, Ayumi Shibata, Mai Satoda)
- Puripuri Pink (Yuko Nakazawa, Kaori Iida, Kei Yasuda, Atsuko Inaba)